# Paweł Łukaszewski
Paweł Wojciech Łukaszewski (født 19. september 1968 i Częstochowa i Polen) er en polsk komponist, professor, dirigent, cellist og lærer.
Łukaszewski studerede komposition, cello og direktion på Fryderyk Chopin Musikkonservatoriet i Warszawa. Han er nok mest kendt for sine korværker, men har også skrevet tre symfonier, sinfonietta, kammermusik, koncertmusik, liturgisk musik, sange, elektronisk musik, solostykker for mange instrumenter etc. Łukaszewski er professor i komposition på Fryderyk Chopin Musikkonservatoriet og på Szczecin Akademiet for Kunst i Warszawa. Han har også været dirigent for Musica Sacra koret i Warszawa.

## Udvalgte værker
- Symfoni nr. 1 "Forsynets symfoni" (2008) - for to sopraner, to klaverer, kor og orkester
- Symfoni nr. 2 "Lad os skynde os at elske mænd" (2005) - for orkester
- Symfoni nr. 3 "Englenes Symfoni" (2010) - for orkester
- Sinfonietta (2004) - for strygeorkester
- Bøn til Vor Frue af Kyndelmisse (1988) - for kor
- Fire digte (1989) - for kor
- Ave Maria (1992) - for kor
- Her er Petrus (1992) -for kor